# كونستيلليوم
كونستيليوم إس إي (Constellium SE) هي شركة عالمية  أمريكية سويسرية، مقرها فرنسا، تُصنّع منتجات الألمنيوم الملفوفة، والمنتجات المبثوقة، والأجزاء الهيكلية المصنوعة من مجموعة كبيرة ومتنوعة من السبائك المتطورة. يُنسب الفضل إلى مركز أبحاث سي - تك التابع لكونستيليوم في تطوير التكنولوجيا في مجال سبائك الألمنيوم المتطورة.  تخدم كونستيليوم بشكل أساسي قطاعات الطيران ، والسيارات ، والتغليف . من بين كبار عملائها مرسيدس-بنز ،  أودي ،  بي إم دبليو ،  فيات كرايسلر أوتوموتيف ،  فورد ،  إيرباص ،  بوينغ ،  وبومباردييه. 

## تاريخ الشركة
تأسست شركة كونستيليوم عندما باعت شركة ريو تينتو شركة ألكان إنجينيرد برودكتس إلى شركة أبولو مانجمنت (51%) وشركة إف إس آي (10%) في عام 2011.   قبل ذلك، كانت شركة ألكان إنجينيرد برودكتس نتيجةً لعمليات اندماج واستحواذ متعددة بين بيتشيني وألكان وألوسويس . أُدرجت شركة كونستيليوم في بورصة نيويورك للأوراق المالية.  في فبراير 2018، ألغت كونستيليوم أسهمها من بورصة يورونيكست باريس. 
في ديسمبر 2020، أضرب العمال في مصنع مملوك لشركة كونستيليوم في ماسل شولز بولاية ألاباما بعد الفشل في الاتفاق على عقود عمل جديدة.

## عمليات الشركة
تضم شركة كونستيليوم ما يقارب 12,500 موظف حول العالم، وتدير أكثر من 28 موقع تصنيع في أمريكا الشمالية وأوروبا وآسيا . يقع المقر الرئيسي للشركة في باريس ، ولها مكاتب رئيسية في بالتيمور وزيوريخ . 

### مراكز الأبحاث
تأسس مركز تكنولوجيا سي-تك التابع لشركة كونستيليوم في عام 1967، وهو مركز بحث وتطوير مصمم لتعزيز الابتكار في مجال الألومنيوم.  يقع مركز سي-تك في فوريب بفرنسا، ويضم طاقمًا يضم أكثر من 200 فني ومهندس في مجال البحث والتطوير.  خلال السنوات الخمسين الماضية، أضافت سي-تك أكثر من 600 عائلة براءة اختراع وعلامة تجارية، بما في ذلك الابتكارات الرائدة في سبائك الألومنيوم المستخدمة في صناعة الطيران والسيارات والتعبئة والتغليف، بما في ذلك سبائك الألومنيوم والليثيوم عالية الأداء للمركبات الجوية والفضائية،  سبائك الألومنيوم عالية القوة للمكونات الهيكلية في صناعة السيارات،  حلول الألومنيوم للهباء الجوي التي يمكن أن تخفف وزن المنتجات بنسبة 30 بالمائة  وملفات تعريف الألومنيوم عالية التقنية للمحركات الهجينة.
أُطلق مركز أبحاث معالجة المعادن الخفيفة المتقدمة عام ٢٠١٣، وهو ثمرة تعاون بين شركة كونستيليوم وجامعة برونيل وجاغوار لاند روفر ، كمركز ابتكار مُخصص لصناعة السيارات. في عام ٢٠١٦، تم توسيع الشراكة بين كونستيليوم وبرونيل بافتتاح مركز كونستيليوم الجامعي للتكنولوجيا (UTC)، وهو مركز أبحاث لتصميم وتطوير ونمذجة سبائك الألومنيوم ومكونات الهياكل للسيارات.  في عام ٢٠١٦، افتتحت كونستيليوم مركزًا بحثيًا إضافيًا مُخصصًا للألمنيوم خفيف الوزن للسيارات في بليموث ، ميشيغان .

## الاستدامة في صناعة الألومنيوم
تشارك شركة كونستليوم في العديد من الجمعيات والمبادرات التي تهدف إلى تحسين الاستدامة في صناعة الألومنيوم. في عام 2012، أسست المجموعة مجلسًا للاستدامة لاختيار أهداف الاستدامة وتتبع الأداء وضمان الكشف الدقيق عن البيانات بما يتماشى مع مبادرة إعداد التقارير العالمية ومشروع الكشف عن الكربون والميثاق العالمي للأمم المتحدة .  كما أن الشركة عضو مؤسس في مبادرة رعاية الألومنيوم (ASI)، وهي منظمة عالمية متعددة الأطراف وغير ربحية لصناعة الألومنيوم.  تضع ASI المعايير عبر سلسلة قيمة الألومنيوم بأكملها، بما في ذلك في مجالات مثل التعدين وانبعاثات غازات الاحتباس الحراري وإدارة النفايات ورعاية المواد والتنوع البيولوجي وحقوق الإنسان والمصادر الاستراتيجية المسؤولة. 
بفضل مصانعها في ماسل شولز، ألاباما، ونوف-بريساش، فرنسا، تمتلك الشركة القدرة على إعادة تدوير ما يعادل 23 مليار علبة سنويًا.  كما تعمل الشركة مع الرابطة الأوروبية للألمنيوم، والرابطة الأمريكية للألمنيوم ، ومعهد مصنعي العلب لزيادة إعادة تدوير علب المشروبات.  وعلى وجه الخصوص، تدعم الشركة هدف صناعة الألومنيوم الأوروبية للوصول إلى معدل إعادة تدوير علب المشروبات بنسبة 80 بالمائة بحلول عام 2020.